# 153 (число)
Вижте пояснителната страница за други значения на 153.
153 (сто петдесет и три) е естествено, цяло число, следващо 152 и предхождащо 154.
Сто петдесет и три с арабски цифри се записва „153“, а с римски цифри – „CLIII“. Числото 153 е съставено от три цифри от позиционните бройни системи – 1 (едно), 5 (пет), 3 (три).

## Общи сведения
- 153 е седемнадесетно триъгълно число.
- 153 е нечетно число.
- 153-тият ден от годината е 2 юни.
- 153 е година от Новата ера.

## Любопитни факти
- Евангелие от Йоан включва разказ за Чудотворния улов на 153 риби като третата появата на Исус след Неговото възкресение.